# Радек Ярош
Радек Ярош – видатний чеський альпініст, став першим чехом у клубі "14х8000". Він досяг своєї мети в 50 років, через 16 років після сходження на Еверест, яким почав свою альпіністську кар'єру в 1998 р. Він чотири рази намагався зійти на К2, і тільки в 2014 році, 26 липня піднявся на заповітну вершину без додаткового кисню і допомоги носильників. У повний список 14х8000 (без урахування "кисневого чинника") входить 32 людини з 17 країн.
Радек Ярош народився в Нове-Місто-на-Мораві 29 квітня 1964 року. Почав займатися альпінізмом у 18 років, хоча тільки в 1994 році взяв участь у своїй першій експедиції на восьмитисячник: Еверест по північній стіні. Та перша експедиція закінчилася невдачею, але вселила в Радека любов до висоти. Через чотири роки він зійшов на Еверест по північній стіні без додаткового кисню.
Другим восьмитисячником стала Канченджанга. Після першої невдалої спроби в 2000 р., навесні 2002 р. Радек Ярош і Мартін Мінарик стали першими чехами, що зійшли на третю за висотою вершину планети.
Наступні роки були дуже вдалими для Радека Яроша, який без зупинки поповнював свою колекцію восьмитисячників: Броад-пік в 2003 р., Чо-Ойю навесні 2004 і Шиша-Пангма восени того ж року, Нанга-Парбат в 2005 р. В 2006 р. він оголосив про своє бажання піднятися на усі 14 восьмитисячників.
Радек неначе зурочив себе цією заявою: наступні два роки він залишався взагалі без вершин. У 2008 році смуга невдач закінчилася, і він піднявся на Дхаулагірі (1 травня) і Макалу (21 травня). 2009 рік став складним для Радека Яноша: сольне сходження на Манаслу, хвороба, смерть друга Мартіна Мінарика на Аннапурні.
Але вже ніщо не могло зупинити Радека Яроша: в 2010 р. він зійшов на Гашербрум II і Гашербрум I в компанії Лібора Ухера і Марті Шмідта.
Після цього йому залишалися К2, Лходзе і грізна Аннапурна. Першою, в 2011 році, здалася Лходзе. У 2012 році він піднявся на Аннапурну. Залишалася К2, на яку Радек намагався піднятися в 2001, 2003, 2005 і 2007 року. І тільки в 2014 він, нарешті, зумів зійти на так жадану вершину і завершив свій шістнадцятирічний проект.

## Етапи проходження програми "14х8000"
1. 1998 рік: Еверест, 8848 м
2. 2002 рік: Канченджанга, 8586 м
3. 2003 рік: Броуд-пік, 8047 м
4. 2004 рік: Чо-Ойю, 8201 м
5. 2004 рік: Шишабангма, 8046 м
6. 2005 рік: Нангапарбат, 8125 м
7. 2008 рік: Дхаулагірі, 8167 м
8. 2008 рік: Макалу, 8463 м
9. 2009 рік: Манаслу, 8162 м
10. 2010 рік: Гашербрум III, 8035 м
11. 2010 рік: Гашербрум I, 8068 м
12. 2011 рік: Лхоцзе, 8516 м
13. 2012 рік: Аннапурна, 8091 м
14. 2014 рік: K2, 8611 м

## Ресурси Інтернету
- Вікісховище має мультимедійні дані за темою: Радек Ярош
- Офіційний сайт [Архівовано 12 жовтня 2018 у Wayback Machine.] (чеськ.)
- 14x8000 - сложнейшая альпинистская задача [Архівовано 3 січня 2017 у Wayback Machine.] (рос.)

1. 1 2  Чеська національна авторитетна база даних
2. 1 2  regional database of the Regional Library of Highlands